# 속초초등학교 축구부
속초초등학교 축구부(영어: Sokcho Elementary School Football Club)는 대한민국 강원특별자치도 속초시에 있는 축구부이다. 속초초등학교가 운영하는 축구부로, 2009년에 재창단 되었다.

## 시즌별 성적
- 2007년 속초시 초등학교 대회 우승
- 2007년 강원도 초등학교 대회 3위
- 2007년 속초시 U-13 클럽대회 우승

## 출신 선수
- 김민종 (1996)FW 소속팀:시설관리공단 U-13
- 박윤환 (1996)MF 소속팀:시설관리공단 U-13
- 오재준 (1996)GK
- 장현욱 (1996)MF
- 임성훈 (1997)MF 소속팀:시설관리공단 U-13

## 참고 자료
- “KFA 통합경기정보 시스템”. 대한축구협회.

## 같이 보기
- 속초초등학교